# Citlalli Ortiz
Citlalli Ortiz (Rancho Mirage, California, Estados Unidos, 2001) es una boxeadora profesional mexicana, la primera mujer de México en obtener una plaza en boxeo a los Juegos Olímpicos de París 2024.Fue siete veces campeona nacional en Estados Unidos y campeona juvenil en 2017.

## Biografía
Empezó a practicar el box con su hermana, seis años mayor. En un principio, participó "a la fuerza" para bajar de peso, pero fue directo "al ring" desde los ocho años. A los 14 años tuvo su primera pelea. Tuvo que decidir fue a que país representar, ya que por tres años competía para ambas naciones, pero a la hora de optar por un camino, fue por el mexicano.

### Clasificación a Juegos Olímpicos
En 2024 consiguió su pase a los Juegos Olímpicos de París 2024 tras conseguir victorias en la ronda de cuartos de final en el segundo torneo Clasificatorio Mundial celebrado en la ciudad de Bangkok. En la división de 75 kilogramos, Ortiz ganó "por decisión unánime" 5-0 ante Patricia Adanma Epelle Mbata de Nigeria en el Indoor Arena Huamark y así obtuvo una de las cuatro cuotas disponibles para las competidoras en peso medio.

### Olimpiadas 2024
Llegó a octavos de final en los Juegos Olímpicos de París 2024. Su última actuación fue ante la australiana, Caitlin Parker contra la quedó 5-0. Esta jugada fue histórica pues la entrenadora, Brenda Lorena Jiménez se convirtió en la primera mujer que sube a la dirección de una pelea para México.